# سلبين
السَّلْبِينُ أو الخُرْفَيْشُ جنس نباتي من الفصيلة النجمية. يضم نوعين من النباتات الشوكية هما:
- السلبين المريمي (باللاتينية: Silybum marianum)
- السلبين العاجي (باللاتينية: Silybum eburneum)

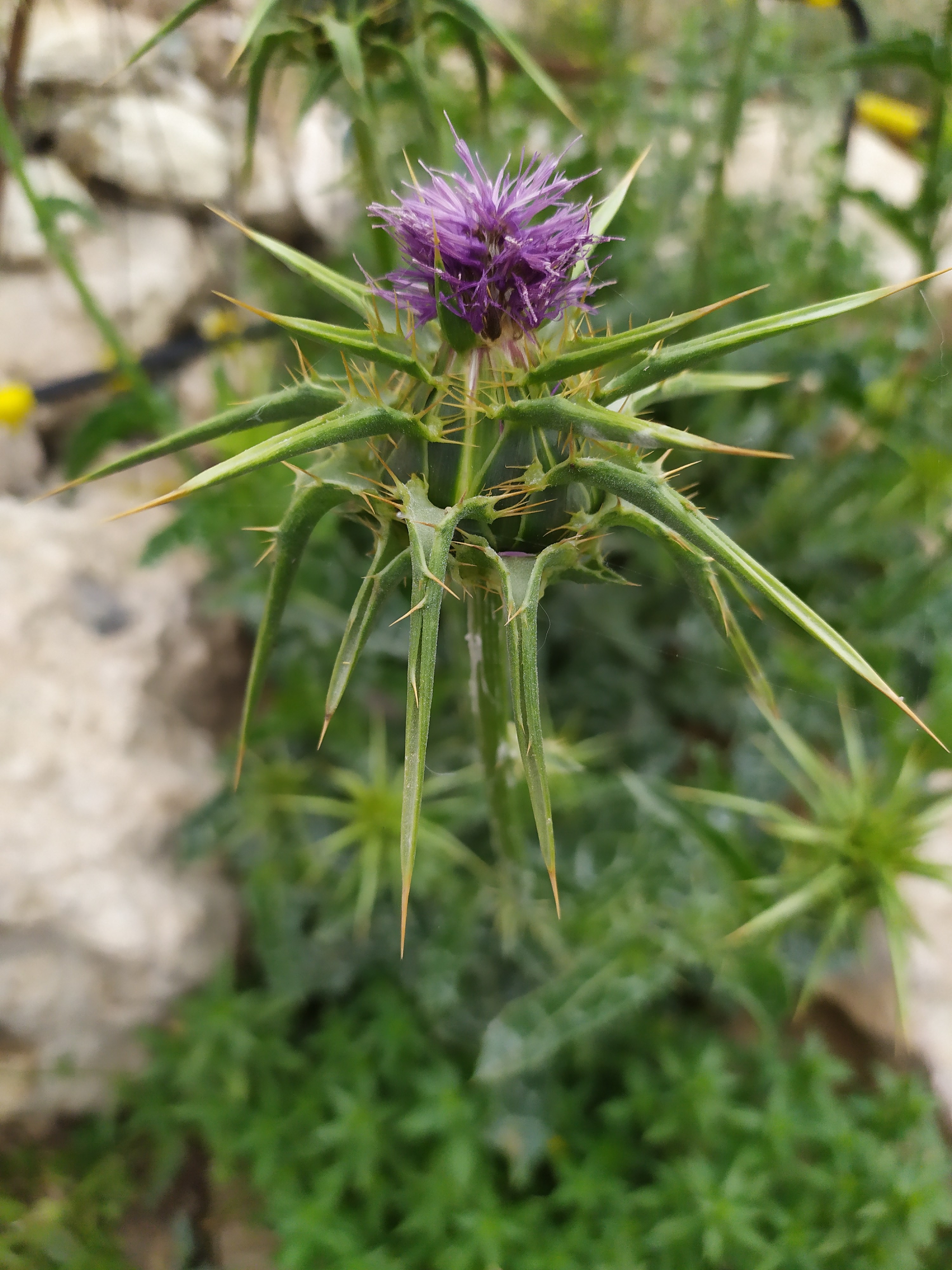
خرفيش بلاد الشام والبحر الأبيض المتوسط

الموطن الأصلي لهذا النبات هو مناطق البحر الأبيض المتوسط من أوروبا،شمال أفريقيا، والشرق الأوسط. وقد تم إدخال أحد الأنواع منه في أماكن متعددة، بما في ذلك في أمريكا الشمالية. ويعد الصنف المريمي الأكثر انتشاراً.
لأظهرت الدراسات المتعددة بأن مجموعة ليغنان الفلافونويد التي يُطلق عليها اسم (السيلمارين "silymarin") الموجود في بذور هذا النبات فقط تتمتع بأثر ايجابي على الكبد باوقاية وإعادة البناء، فضلاً عن تأثيرات مضادة للأكسدة. هذه التأثيرات الحميدة للبذور كُتب عنها في العصور القديمة، وفي أبحاث السلامة التي تمت في ألمانيا في الخمسينيات. الاستخدام السريري لمجموعة متنوعة من أمراض الكبد مثل التهاب الكبد الوبائي، وقد ازدهرت أيضاً إلى أجزاء كثيرة من العالم.

## الاستعمالات
نظرة عامة
تستخدم البذور لمشاكل الكبد بما فيها المشاكل التي تحدث بسبب مواد كيميائية سامة مثل سم فطر الأمانيتا فالويدس (المعروف بقبعة الموت)، الصفار والالتهابات المزمنة للكبد بالإضافة لالتهاب الكبد الوبائي.
يستخدم أيضا كفاتح للشهية، مضاد للحرقة ولمشاكل الصفراء، البعض يستخدمه للسكري ومشاكل ال البروستات والسرطان والملاريا والاكتئاب وغيرها.
أوراق وسيقان الخرفيش تؤكل، وتعتبر بديل عن السبانخ.
الأعراض الجانبية
بشكل عام هو آمن، قد يسبب للبعض اسهال أو دوار أوغازات أوفقدان الشهية للبعض
لاينصح للحوامل والرضع أخذه لأن أثره غير معلوم، فاتق الشر وتجنبوه الأفضل
الأشخاص الذين يتحسسون من عائلة النباتات النجمية لا ينصح تناول الخرفيش لهم
خلاصة الخرفيش قد تعطي مفعول هرمون الإسترووجين، إذا لديك أي مشاكل مع هذا الهرمون فتجنب الخرفيش